# Gettysburg (Dakota del Sud)
Gettysburg és una població dels Estats Units a l'estat de Dakota del Sud. Segons el cens del 2000 tenia 1.352 habitants.

## Demografia
Segons el cens del 2000, Gettysburg tenia 1.352 habitants, 588 habitatges, i 365 famílies. La densitat de població era de 280,7 habitants per km².
Dels 588 habitatges en un 26,9% hi vivien nens de menys de 18 anys, en un 52,9% hi vivien parelles casades, en un 6% dones solteres, i en un 37,9% no eren unitats familiars. En el 36,4% dels habitatges hi vivien persones soles el 20,6% de les quals corresponia a persones de 65 anys o més que vivien soles. El nombre mitjà de persones vivint en cada habitatge era de 2,21 i el nombre mitjà de persones que vivien en cada família era de 2,88.
Per edats la població es repartia de la següent manera: un 23,9% tenia menys de 18 anys, un 4% entre 18 i 24, un 21,8% entre 25 i 44, un 24,3% de 45 a 60 i un 26% 65 anys o més.
L'edat mediana era de 45 anys. Per cada 100 dones de 18 o més anys hi havia 87,8 homes.
La renda mediana per habitatge era de 30.469 $ i la renda mediana per família de 37.763 $. Els homes tenien una renda mediana de 26.316 $ mentre que les dones 16.979 $. La renda per capita de la població era de 16.516 $. Entorn del 7,9% de les famílies i el 10,7% de la població estaven per davall del llindar de pobresa.

## Poblacions més properes
El següent diagrama mostra les poblacions més properes.